# Porcellio vandeli
Porcellio vandeli är en kräftdjursart som beskrevs av Karl Wilhelm Verhoeff1938. Porcellio vandeli ingår i släktet Porcellio och familjen Porcellionidae. Inga underarter finns listade i Catalogue of Life.